# Marie Angelika Kateřina d'Este
Marie Angelika Kateřina d'Este (1. března 1656 – 16. července 1722) byla modenská princezna a sňatkem kněžna z Carignana. Byla manželkou Emanuela Filiberta Savojského, knížete z Carignana. Ve Francii byla známá jako Angélique Catherine d'Este a v Modeně a Savojsku jako Maria Caterina d'Este.

## Život
Marie Angelika Kateřina se narodila jako nejmladší dcera generála Borsa d'Este a jeho manželky Ippolity d'Este, její rodiče byli strýc a neteř, otec byl synem Cesara d'Este a matka dcerou Luigiho d'Este, mladšího Cesarova syna. Jako členka rodu Este byla princeznou z Modeny, její otec byl "zakladatel" vedlejší větve rodu, krátce existující Este-Scandiano. Princezna byla pojmenována po své tetě Eleonoře, která se stala jeptiškou pod jménem Sor Angela Caterina.
Jako nejmladší ze sedmi dětí nikdy nepoznala své rodiče, matka zemřela krátce po jejím narození a otec o rok později. Po smrti rodičů byla Marie Angelika se sourozenci svěřena do péče děda/strýce, prince Luigiho. Mezi jejími bratranci a sestřenicemi byli František I. d'Este, vévodkyně Markéta z Guastally, vévoda z Mirandoly a dvě po sobě jdoucí parmské vévodkyně Isabela a Marie.
Neprovdaná princezna byla známá svým krásným vzhledem a postavou.
Přání oženit se s Marií Angelikou vyjádřil bratranec savojského vévody Emanuel Filibert, syn Tomáše Františka Savojského a Marie Bourbonské. Jeho sestrou byla ovdovělá bádenská princezna Luisa, matka známého generála Ludvíka Viléma I. Bádenského.
Jejich sňatek byl zamířen proti Francii Ludvíka XIV., protože král chtěl Emanuela Filiberta, předpokládaného dědice Savojského vévodství, oženit s francouzskou princeznou.
Svatba v zastoupení se odehrála v Modeně, při čemž ženicha zastupoval starší bratr Marie Angeliky César Ignác d'Este. Soukromý obřad se uskutečnil 10. listopadu 1684 na zámku Racconigi, v letním sídle carignanských knížat; nevěstě bylo 28 a ženichovi 56 let.
Sňatek byl významný pro rod Savojských, ale velmi ubohý v očích Francouzského království pro jeho nedostatek politických konexí. Král Ludvík následně vyhnal Emanuela Filiberta a jeho novomanželku od francouzského dvora.
Děd Marie Angeliky přijal Emanuelovu nabídku k sňatku, protože s ním měl dobré vztahy.
Její manžel zemřel v roce 1709 a z Marie Angeliky se stala carignanská kněžna vdova. Novým knížetem se stal její jediný přeživší syn Viktor Amadeus. Marie Angelika Kateřina zemřela 16. července 1722 ve věku 66 let.

## Potomstvo
Marie Angelika Kateřina měla se svým manželem Emanuelem Filibertem čtyři děti:
- Princezna Marie Isabela Savojská (14. března 1687 – 2. května 1767)
- Princezna Marie Viktorie Savojská (12. února 1688 – 18. května 1763)
- Princ Viktor Amadeus Savojský (1. března 1690 – 4. dubna 1741), ⚭ 1714 Marie Viktorie Savojská (9. února 1690 – 8. července 1766)
- Princ Tomáš Filip Kajetán Savojský (10. května 1696 – 12. září 1715)